# 이금 (가수)
이금(1980년 7월 17일 ~ )은 대한민국의 가수다. 2006년 포스 싱글 앨범 [포스타임]으로 데뷔했다.

## 방송
- 아침마당 (2021)
- 오빠시대 (2023) - Top58

## 음반
- 인생사 (2017)
- FACE (2017)
- 이유없이 (2022)
- 웃어라 인생아 (2022)

### 포스
- 4's Party Time (Single) (2006)

### 오케이
- OK First Mini Album (2013)

## 피처링
- 여정인 <사랑의 밥차> (2016)